# Военни престъпления през Руско-украинската война
В започналата през 2014 година Руско-украинска война военни престъпления се извършват главно от въоръжените сили на Русия в периода след началото на Руското нападение над Украйна на 24 февруари 2022 година, като има и обвинения срещу Русия в извършването на геноцид. Сред извършваните военни престъпления са постоянни целенасочени нападения срещу граждански цели, включително болници и електрическата мрежа, безразборни атаки срещу гъсто населени райони, отвличане, мъчения и убийства на цивилни, принудителни депортации, сексуално насилие, унищожаване на културни паметници и убийства и изтезания на военнопленници.

## Употреба на забранено оръжие
През цялото време на окупацията Русия не пести различни форми на геноцид. Тя си позволява нееднократно си позволява да атакува с ракети военнополеви болници училища, търговски комплекси, селскостопански складове, или дори площадки за деца. Ракетните удари не щадят и жилищните сгради. в някои градове почти всички жилищни сгради са унищожени Също така още в първите дни на окупацията правозащитни организации, сред които Amnesty International и Human Rights Watch, обвиняват Русия Руската федерация че използва касетъчни бомби и термобарично оръжие (известно още като вакуумна бомба). Използването на тези оръжия е в нарушение на Женевската конвенция
Неговата употреба е забранена от различни международни организации, в т.ч. чрез Женевската конвенция. В телефонно обаждане, прихванато и публикувано от украинската служба за сигурност, руски войник казва, че руската армия използва забранени оръжия като фосфорни бомби и касетъчни боеприпаси. По думите му те (от руското командване) са позволили използването на „всичко, което е забранено от международните конвенции“. Според Петро Андрюшченко, помощник на кмета на Мариупол, Русия хвърля или запалителни снаряди, или фосфорни бомби в Мариупол По думите му самите руснаци твърдят, че са използвали запалителни снаряди 9М22С. Те имат температура на горене от около 2000 – 2500 градуса по Целзий. На 15 май 2022 г. Андрюшченко публикува в Telegram видео от бомбардировките на стоманодобивния завод „Азовстал“ в Мариупол,. В изказване пред Съвета на ООН по правата на човека в Женева Върховният комисар на ООН по правата на човека Мишел Бачелет на тридесет март с.г. призова Русия да изтегли войските си. Тя също така заявява, че службата ѝ е получила „достоверни твърдения“, че руските сили са използвали касетъчни боеприпаси в населените райони на Украйна поне 24 пъти. По думите ѝ оглавяваната от нея служба, която разполага с близо 60 наблюдатели на ООН за правата на човека в Украйна, е проверила 77 инцидента, при които са били нанесени щети на медицински съоръжения, включително 50 болници. Бачелет припомня, че „безразборните нападения са забранени от международното хуманитарно право и могат да се равняват на военни престъпления“. Руските сили използват фосфорни боеприпаси и обстрелват населени места на фронтовата линия, разделяща контролираната от Украйна територия от районите, държани от подкрепяните от Русия сили в източната област Донецк, казва местният губернатор Павло Кириленко в телевизионно включване.

## Отвличания и депортации
Русия отвлича десетки хиляди украински деца. Тя се възползва от факта че в Донецк, Луганск, о-ов Крим част от Херсонес и Запорожието се въведа руска власт и отвлича деца Често претекста е че са без родител и Русия се грижи за тях. В действителност не са малко случаите когато деца са отвличани при жив родител или настойник. За поне 4000 от децата има данни, че са изпращани в руски лагери за „превъзпитание“, а за други, че са били дадени за осиновяване от руски родители. Там тяхното образование и социализация в обществото започва сред агресивна прогапанда на русифициране. Към края на 2024 година според украинското правителство от 20 000 отвлечени деца са върнати под 400. Отделно от тази цифра над 2400 деца са отвлечени в Беларус. Това е пряко нарушение на Четвъртата женевска конвенция (1949). Следва да се отбележи, че подобна тактика използва терористичната организация „Боко Харам“, а също и ИД. Според неофициални данни, обаче дори тези цифри са много занижени. Според журналисти на Слідство інфо Руската православна църква (РПЦ) помага за презаселването на незаконно депортирани украинци като сътрудничи на Министерството на извънредните ситуации на Русия (МИС). Разследването разполага с информация, предоставена от активисти на Анонимните и проекта DDoSecrets, че около 600 000 цивилни са били депортирани в Русия, включително 117 000 деца. Слідство інфо твърди, че РПЦ получава на електронната поща на Синодалния отдел за благотворителност доклади от МИС за окупираните територии и депортираните украинци, в т.ч. за броя на насилствено депортираните граждани, и настанява украинци в своите църкви и манастири. Също така още в първите часове на войнатарРуски официални лица, в т.ч. руският военачалник Михаил Мизинцев, и някои медии, като руската агенция ТАСС, разгласяват информация за депортирането на 366 182 украински граждани от Украйна в Русия, включително 77 062 деца.

## Нападения срещу цивилни
На 13 май руски войник се изправя пред украински съд за убийството на невъоръжен цивилен. На 18 май руският войник, изправен пред украински съд в първия процес в Украйна за военни престъпления по обвинение в застрелването на цивилен, се признава за виновен. Междувременно убийствата на цивилни зачестяват. Руснаците обстрелва дори евакуационни автобуси.

### Кланета в Манхуш и Буча
Нови сателитни снимки направени на двадесет и първи април 2022 г. показват масов гроб в окупираното от Русия село Манхуш, разположено на около 20 км западно от Мариупол. Според украинските власти е налице доказателство за военни престъпления срещу цивилни в разрушения пристанищен град. Изображенията, предоставени на 21 април на Вашингтоун Поуст от компанията за космически технологии Maxar Technologies, показват много нови гробни парцели до съществуващото гробище, разпределени в четири отделни секции, всяка с размери от почти 85 метра, които са се появили между 23 март и 26 март. Градският съвет на Мариупол съобщава в Telegram, че в масовия гроб може да са погребани до 9000 цивилни, както и че разполага с информация относно разполагането на телата на „няколко слоя“. Според властите руските сили са изкопавали нови окопи и са ги пълнили с трупове всеки ден през април“.
Само два дни след разкриването на масовия гроб в окупираното от Русия село Манхуш на около 20 км западно от Мариупол нови сателитни снимки на Maxar Technologies, разпространени на 23 април, свидетелстват за наличие на друго място на масов гроб близо до стратегическия пристанищен град. Гробовете се намират в гробище в град Виноградне на терен, в който се изкопани няколко успоредни траншеи с размери 40 м всяка. Новината е оставена без коментар от Кремъл, съобщава Асошиейтед Прес
Според кметът на Мариупол, Вадийм Бойченко "В Мариупол беше извършено най-голямото военно престъпление на 21-ви век. Това е новият Бабин Яр. Тогава Хитлер убива евреи, роми и славяни. Сега Путин унищожава украинците“. вицепремиерът на Украйна Олга Стефанишина съобщава че телата на 1020 убити цивилни се съхраняват в моргите в Киев и около него Масови гробове са открити и в Буча. След изтеглянето си руснаците оставят на пълят да лежат десетки убити цивилни Междувременно броят на населението рязко е спаднал. Преди окупацията е той бил 50 000 души (67 000 с хората от околностите). След окупацията населението на гр. Буча достига 3700 човека. Първоначалните изчисления сочат, че са убити 320 цивилни, но числото на жертвите непрестанно се увеличава.). последствие бройката нараства до 600 човека В Буча е открит масов гроб на хора със завързани зад гърба ръце и прострелни рани Естония е една от първите страни в ЕС, която определя действията на Русия в Украйна като геноцид. Еднокамареният парламент на страната Рийгиког гласува в четвъртък за признаването на войната на Русия за „геноцид срещу украинския народ“, призовавайки други правителства и международни организации да „направят същото“. Псланикът на Естония в Украйна Мариана Беца определиятози ход като „наистина историческо решение“. Председателят на естонския парламент Юри Ратас твърди, че „актове на геноцид“ са били извършени срещу цивилно население в „градовете Буча, Бородянка Хостомел, Ирпин, Мариупол и много други украински селища. На заседанието си в четвъртък естонският парламент одобрява и законопроект за забрана на използването на символи, които подкрепят актове на агресия от страна на чужди държави. Такъв закон е приет в Литва, а Латвия също приема декларация, с която признава действията на Русия в Украйна за „геноцид

## Сексуално насилие
Руските военнослужещи започват масови изнасилвания на украинки. Украинци от окупираните територии твърдят, че руснаците изнасилват даже и деца.
Съветът за сигурност на ООН, посветен на Украйна, поставя фокуса върху сексуалното насилие в конфликта. Специалният представител на ООН по въпросите на сексуалното насилие Прамила Патън предупреждава за „криза на трафика на хора“, казвайки: „Жени и деца, бягащи от конфликта, са обект на трафик и експлоатация – в някои случаи са изправени пред риска от последващо сексуално насилие и други рискове, докато търсят убежище“.

## Геноцид
По време на инванзията в Украйна руската окупаторска армия извършва множество нарушения на международните конвенции. Естония е една от първите страни в ЕС, която определя действията на Русия в Украйна като геноцид. Парламентът на Естония гласува за признаването на войната на Русия за „геноцид срещу украинския народ“. Естония призовава и други правителства и международни организации да „направят същото“. от думите на правителствени представители става ясно, че актове на геноцид са ършени срещу цивилно население в „градовете Буча, Бородянка, Хостомел, Ирпин, Мариупол и много други украински селища. На заседанието си в четвъртък естонският парламент одобрява и законопроект за забрана на използването на символи, които подкрепят агресия от страна на чужди държави. Ткъв закон е приет в Литва, а Латвия също приема декларация, с която признава действията на Русия в Украйна за „геноцид“.
На12 април 2022 г-, Джо Байдън обвинява руския президент Владимир Путин в извършване на геноцид в Украйна, което се отчита като ескалация на реториката спрямо Русия. До този момент администрацията на Байдън определя действията на Путин в Украйна като военни престъпления и се въздържа от употреба на „геноцид“. Към настоящия момент тя утвърждавапонятието, използвано и от украинския президент Володимир Зеленски. „Става все по-ясно и по-ясно, че Путин просто се опитва да заличи идеята да си украинец“, казва Байдън